# Келли, Скотт Джозеф
Скотт Джо́зеф Ке́лли (англ. Scott Joseph Kelly; род. 21 февраля 1964, Ориндж, Нью-Джерси) — американский астронавт, участник четырёх космических полётов, автор мемуаров. У Скотта есть брат-близнец — Марк Келли, который также состоял в отряде астронавтов (ныне из лётного состава вышел) и также совершил 4 полёта.

## Биография

### Образование
В 1982 году Скотт Келли окончил высшую школу в Уэст-Ориндже (West Orange), штат Нью-Джерси. В 1987 году получил степень бакалавра в области электротехники в Морском колледже Нью-Йоркского университета (State University of New York Maritime College). В 1996 году получил в университете Теннесси в Ноксвилле степень магистра в области авиационных систем.

### Карьера морского лётчика
После окончания университета Скотт Келли был направлен в морскую авиацию и служил на морской авиационной станции (Naval Air Station) в Бивиле (Beeville) (Техас), где он стал лётчиком морской авиации. Позже служил в городе Виргиния-Бич (штат Виргиния), где изучал самолёт F-14. Проходил службу лётчиком на северной Атлантике, Средиземном море, Красном море и в Персидском заливе на авианосце «Дуайт Эйзенхауэр». С января 1993 по июнь 1994 года обучался в Школе лётчиков-испытателей (U.S. Naval Test Pilot School), после её окончания служил лётчиком-испытателем.
Скотт Келли имеет более 3500 часов налёта на самолётах более 30 типов, и совершил более 250 посадок на авианосец.

### Карьера астронавта
Вместе со своим братом-близнецом Марком в 1996 году Скотт Келли был отобран в группу подготовки астронавтов. С августа 1996 года он проходил двухлетнюю космическую подготовку. В 1999 году в качестве пилота шаттла «Дискавери» STS-103 совершил свой первый космический полёт, который продолжался 7 суток 23 часа 10 минут 47 секунд.
Затем работал как представитель НАСА в Звёздном городке в России. Был дублёром экипажа 5-й долговременной экспедиции МКС.
В сентябре 2002 года Скотт Келли принимал участие в четвёртой миссии НАСА по операциям в экстремальной окружающей среде (NEEMO 4).
Скотт Келли был командиром миссии «Индевор» STS-118. Полёт проходил с 8 по 21 августа 2007 года, его продолжительность составила 12 суток 17 часов 55 минуты 34 секунды.
8 октября 2010 года начался его третий полёт в космос на корабле «Союз ТМА-01М». Бортинженер МКС-25, с декабря — командир МКС-26. Изначально предполагалось, что в феврале 2011 года Скотт встретит на МКС своего брата-близнеца Марка, который прилетит на МКС в качестве командира финальной миссии шаттла «Индевор» STS-134. В связи с тем, что старт STS-134 был перенесен на 29 апреля 2011 года, а Скотт вернулся на Землю 16 марта 2011 года, встреча братьев на орбите не состоялась. Продолжительность третьего полёта — 159 суток 08 часов 43 минуты 10 секунд.
27 марта 2015 года, в 22 часа 42 минуты по московскому времени со стартового комплекса площадки 1 («Гагаринский старт») космодрома Байконур был произведён пуск ракеты космического назначения «Союз-ФГ», предназначенной для выведения на орбиту транспортного пилотируемого корабля «Союз ТМА-16М». Через 528 секунд полёта «Союз» штатно отделился от третьей ступени ракеты-носителя на расчетной орбите и 28 марта 2015 года в 4:43 мск причалил к малому исследовательскому модулю «Поиск» российского сегмента МКС[7]. Экипаж корабля состоял из командира, космонавта Геннадия Падалки и двух бортинженеров — Михаила Корниенко и Скотт Келли. Прибывшие стали членами экспедиции МКС-43, затем МКС-44. Командир Г. Падалка вернулся на Землю с другим экипажем, прибывшим позже с кратковременной миссией. Скотт Келли и российский космонавт Михаил Корниенко провели на орбите почти год. С 5 сентября 2015 года Келли принял от Г. Падалки командование МКС и был командиром станции (экспедиции МКС-45 и МКС-46) вплоть до отбытия на Землю. Целью экспедиции Келли и Корниенко стал сбор данных о реакции человеческого организма на длительное пребывание в глубоком космосе. Ключевым отличием этой миссии от более ранних стало наличие на МКС нового инструментария, который фиксировал физиологическое состояние космонавтов.
Длительность миссии составила 340 суток 8 часов 42 минуты 30 секунд. Скотт Келли стал первым американцем, который жил на орбите 12 месяцев подряд. Он установил сразу два национальных рекорда США: 340 дней за один полёт и суммарный налёт (за 4 полёта) 520 суток 10 часов 31 минута 55 секунд.
Келли и Корниенко садились на другом корабле — Союз ТМА-18М с другим командиром — Сергеем Волковым. Отстыковка корабля и посадка спускаемого аппарата успешно состоялись 2 марта 2016 года. 1 апреля того же года Скотт Келли уволился из НАСА.

### Личная жизнь
Скотт Келли женат, у него двое детей. Увлечения: бег, тяжёлая атлетика, ракетбол, водные виды спорта.

### Общественная деятельность
С началом вторжения России на Украину Скотт Келли активно поддерживает украинцев. Он собрал полмиллиона долларов, направленных на помощь стране, а в октябре 2022 года стал послом фандрейзинговой платформы United24, участвуя в сборе средств в рамках проекта «Медицинская помощь» — его первый денежный взнос в размере 65 тысяч долларов направлен на приобретение машины скорой помощи. В конце ноября 2022 года Келли посетил детскую больницу в Киеве и затем город Ирпень.

## Награды
- 12 апреля 2011 года — Медаль «За заслуги в освоении космоса» (за большой вклад в развитие международного сотрудничества в области пилотируемой космонавтики)[5]. 9 марта 2022 года из-за вторжения России на Украину Скотт Келли вернул медаль со словами: «Господин Медведев, я возвращаю вам российскую медаль „За заслуги в освоении космоса“, которую вы мне вручили. Пожалуйста, отдайте её русской матери, чей сын погиб в этой несправедливой войне»[6].